# Pocrí (Panama, Coclé)
Pour les articles homonymes, voir Pocrí.
Pocrí est un corregimiento situé dans la province de Coclé, district d'Aguadulce, au Panama. En 2010, la localité comptait 12 881 habitants.

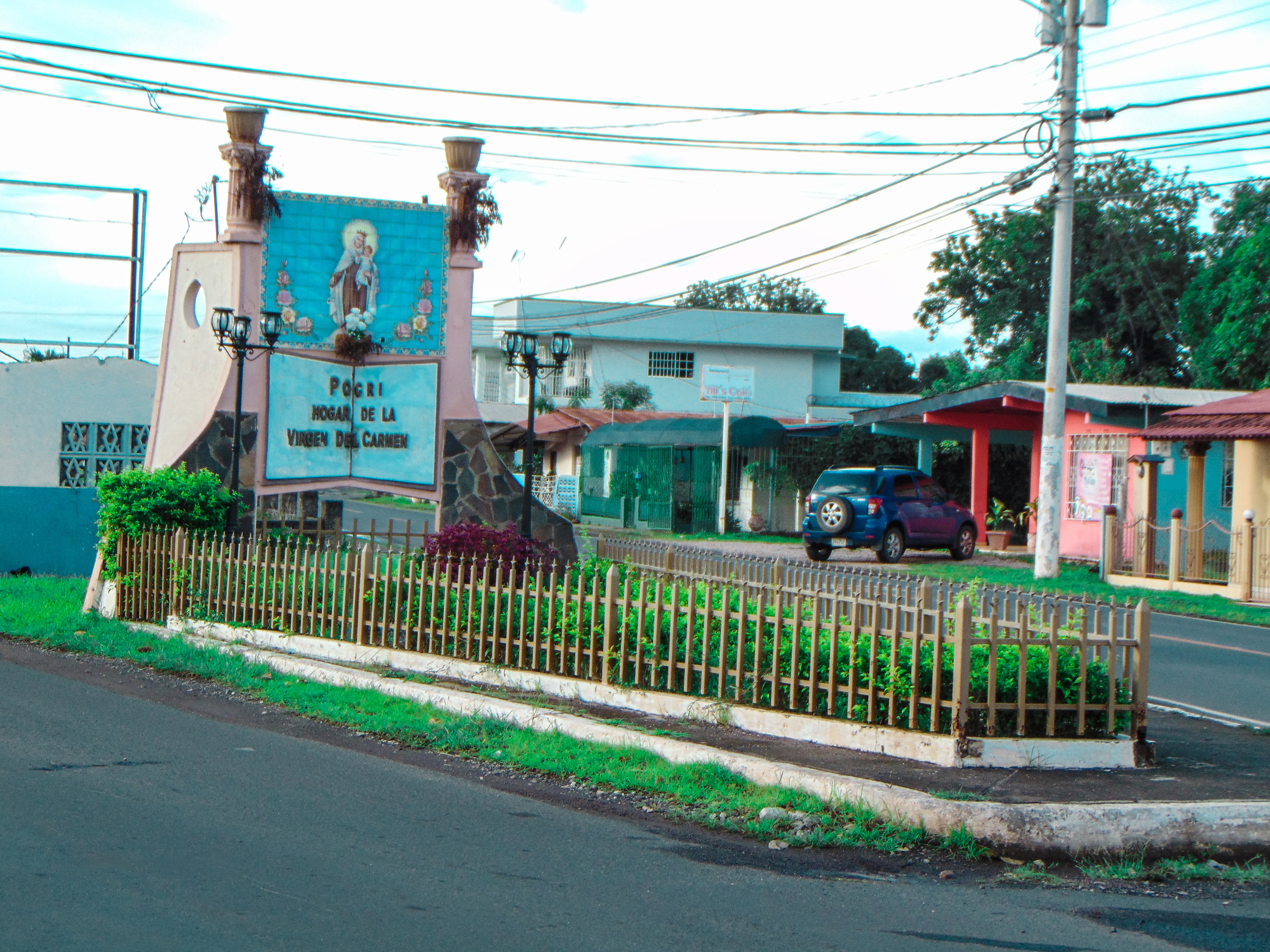
Pocri demeure de la Vierge de Carmen